# 클렘슨 대학교
클렘슨 대학교(Clemson University)는 미국 사우스캐롤라이나주 클렘슨에 위치한 공립 랜드그랜트 연구형 대학이다. 1889년 설립된 클렘슨 대학교는 사우스캐롤라이나주에서 등록 학생 수 면에서 2번째로 큰 대학교이다.
클렘슨 대학교는 총 7개의 칼리지로 구성된다: 농업, 임업, 생명과학, 건축, 예술활동, 인문학.